# Fastiv
Fastiv (Oekraïens: Фастів, Russisch: Фастов), is een belangrijke stad in de oblast Kiev in Noord-Oekraïne. De stad ligt ongeveer 64 kilometer ten zuiden van Kiev. Fastiv, gelegen naast de spoorlijnen, is een belangrijk knooppuntstation op de spoorroute van Midden-Europa naar Rusland en Azië. Naast de transportindustrie zijn er ook brouwerij- en machine-industrie aanwezig, hoewel de meerderheid van de inwoners in dienst is van de 12 spoorweginstallaties van Oekraïense Spoorwegen.

## Geschiedenis
De stad werd voor het eerst genoemd in de kroniek in 1390. Toen werd in het handvest van de grootvorst van Kiev Vladimir Olgerdovich het bezitsrecht van Fastiv van een familie van prinsen Rozjanovsky beweerd.
De stad raakte in de 16e eeuw bijna ontvolkt als gevolg van frequente Tataarse aanvallen.
In 1601 kreeg de stad het Maagdenburgs recht.

## Bevolking
Op 1 januari 2021 telde Fastiv naar schatting 44.841 inwoners. De meest gesproken moedertaal in de stad is het Oekraïens.